# Libocedrus yateensis
Libocedrus yateensis là một loài thực vật hạt trần trong họ Cupressaceae. Loài này được Guillaumin mô tả khoa học đầu tiên năm 1949.